# 幸西 (新潟市)
幸西（さいわいにし）は、新潟県新潟市中央区の町字。現行行政地名は幸西一丁目から幸西四丁目。住居表示実施済み区域。郵便番号は950-0908。

## 概要
1969年（昭和44年）の住居表示施行に伴い付与された町名で、もとは下所島、流作場の一部。
旧国鉄の船江アパート群を中核として発展したが、交通の便が良いことから東港線沿いに企業が進出しているほか、現在に至るまで宅地化が進捗しており、近年は高層マンションの建設が相次いでいる。

### 隣接している町字
北から東回り順に、以下の町字と隣接する。
- 上所
- 幸町
- 水島町
- 春日町
- 八千代

※ 信濃川を挟んで川端町と隣接。

## 歴史
- 1969年（昭和44年） - 住居表示施行に伴い、下所島（しもところじま）、流作場の一部などが幸西（一～四丁目）に町名を変更。
- 2007年（平成19年）4月1日 - 新潟市の政令指定都市移行により、中央区の町丁となる。

## 世帯数と人口
2018年（平成30年）1月31日現在の世帯数と人口は以下の通りである。
| 丁目       | 世帯数    | 人口    |
| ---------- | --------- | ------- |
| 幸西一丁目 | 408世帯   | 980人   |
| 幸西二丁目 | 392世帯   | 975人   |
| 幸西三丁目 | 128世帯   | 244人   |
| 幸西四丁目 | 134世帯   | 252人   |
| 計         | 1,062世帯 | 2,451人 |

## 小・中学校の学区
市立小・中学校に通う場合、学区は以下の通りとなる。
| 丁目       | 番地 | 小学校               | 中学校             |
| ---------- | ---- | -------------------- | ------------------ |
| 幸西一丁目 | 全域 | 新潟市立南万代小学校 | 新潟市立宮浦中学校 |
| 幸西二丁目 | 全域 | 新潟市立南万代小学校 | 新潟市立宮浦中学校 |
| 幸西三丁目 | 全域 | 新潟市立南万代小学校 | 新潟市立宮浦中学校 |
| 幸西四丁目 | 全域 | 新潟市立南万代小学校 | 新潟市立宮浦中学校 |

## 地域

### 1丁目
主な企業・施設
- マリモタウン新潟
  - ザ・タワー新潟
- 新潟県民共済生活協同組合
- 旭調査設計
- 新潟鉄道検診センター
- 新潟ヤナセ
- 昭和コピー工業
- 丸運建設

### 2丁目
主な企業・施設
- 新潟トヨペット
- 新潟スバル自動車

### 3丁目
主な企業・施設
- 蔦屋書店 新潟万代

### 4丁目
主な企業・施設
- 新潟市立南万代小学校
- ライズ万代タワー
- ばんだい桜園特別養護老人ホーム
- エフエムラジオ新潟

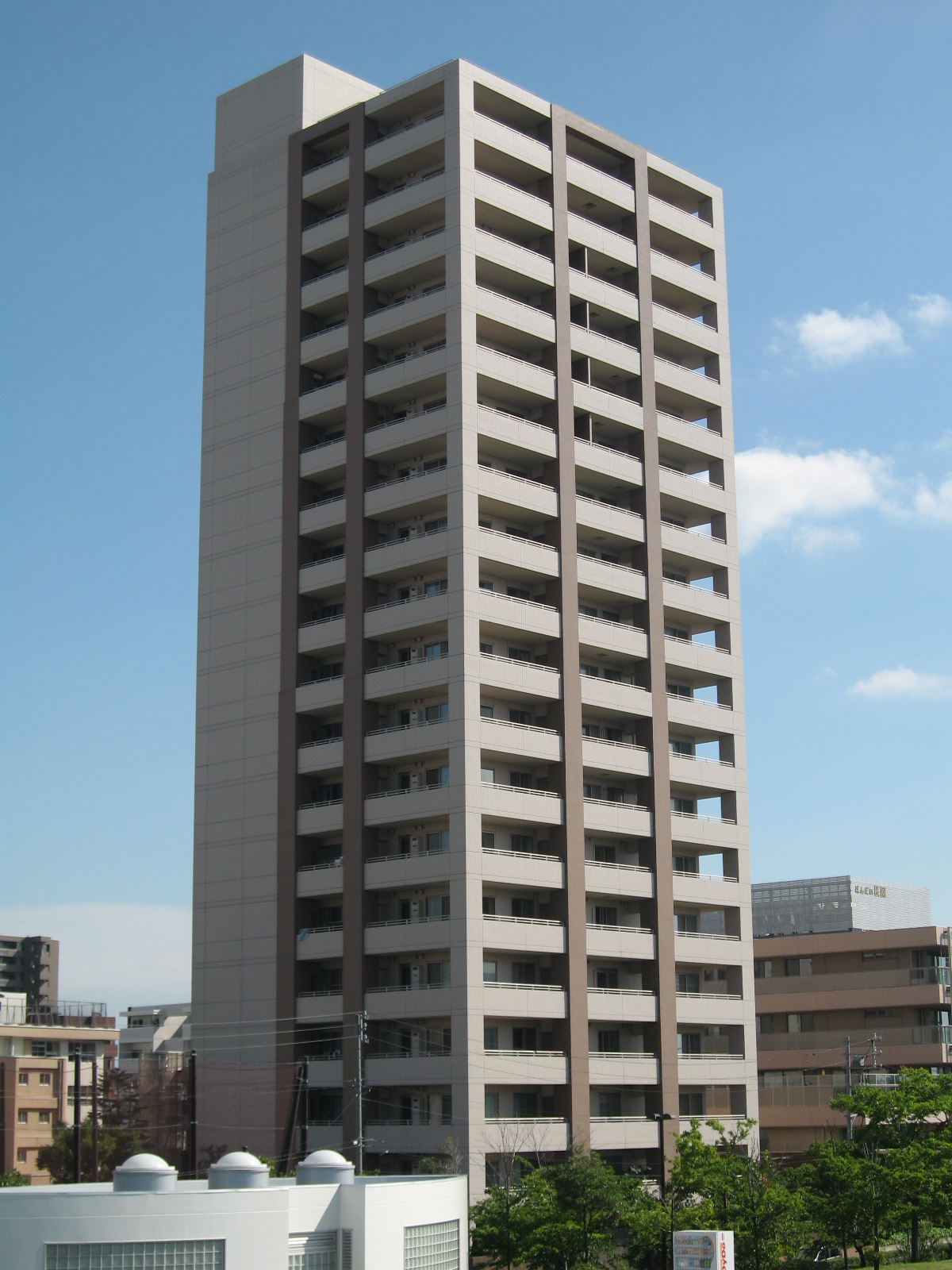
ライズ万代タワー

  - NIIGATA LOTS（同社本社1階）